# Jean-Baptiste Arnout
Jean-Baptiste Arnout ou Arnould (Dijon, 24 juin 1788 - Paris 15e, 5 octobre 1873) est un artiste peintre, dessinateur et lithographe français.

## Biographie
Arnout est l'élève d'Anatole Devosge, qui enseigne à l'école des beaux-arts de Dijon, et qu'il dirigera à partir de 1811. Arnout part ensuite pour Paris, réside sur le faubourg Saint-Germain, rue Clément, où il a son atelier, et présente plusieurs travaux au Salon, à partir de 1819, et ce, régulièrement, jusqu'en 1837. Grand voyageur, parcourant la France, l'Italie, l'Espagne, la Belgique, Londres, Saint-Pétersbourg, il présente d'abord des peintures inspirés de Paris et de Rome, puis, à partir de 1824, surtout des lithographies et quelques aquarelles figurant des monuments et diverses architectures françaises et européennes (Vues de Paris (1820), Vues de Bruxelles, Vues d'Anvers, Promenades pittoresques dans Paris, etc.). En 1831, il reçoit la médaille de 2e classe pour ses lithographies. En 1842, il donne une série de six planches pour la Mort du Duc d'Orléans. On lui doit aussi une série sur le Retour des Cendres de l'Empereur.

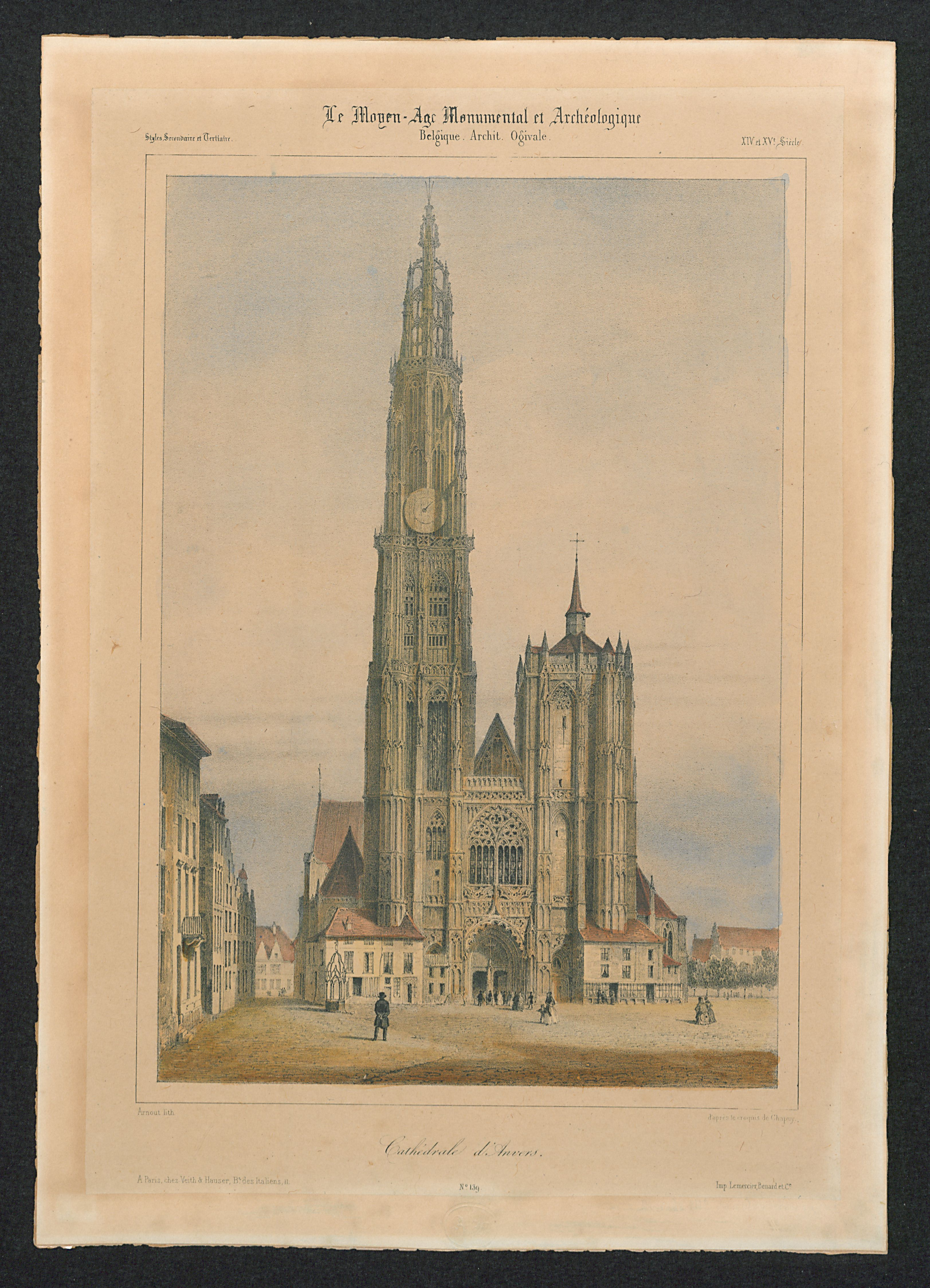
La Cathédrale d'Anvers (avant 1840), d'après Chapuy.

Curieusement, Arnout ne revient au Salon qu'en 1865, présenter deux peintures inspirées de monuments situés à Vincennes et à Dijon. Il réside alors au 200 de la rue de Sèvres.
Il a un fils de Joséphine Vië, Louis-Jules Arnout, également peintre et lithographe, né le 1er juin 1814, et qui, entre 1852 et 1867, exposa au Salon. À compter des années 1830, les productions lithographiques de Jean-Baptiste Arnout sont signées « Arnout père », et composées plus tard avec son propre fils.
Se déclarant au départ « imprimeur-fabricant », Jean-Baptiste Arnout produisit une importante quantités d'illustrations pour des ouvrages d'architecture, et si ses images furent en grande partie tirées sur les presses de Lemercier, les premières le furent chez Godefroy Engelmann ; il a aussi été employé par l'éditeur Aubert. Jean-Baptiste Arnout semble cesser de produire des dessins lithographiques après 1857.
Son dernier domicile parisien est situé au 9, rue Saint-Lambert, où, signalé comme veuf et rentier, il meurt en 1873 ; son corps est inhumé au cimetière du Montparnasse.